# Saint-Satur
Saint-Satur – miejscowość i gmina we Francji, w Regionie Centralnym, w departamencie Cher.
Według danych na rok 1990 gminę zamieszkiwało 1805 osób, a gęstość zaludnienia wynosiła 230 osób/km² (wśród 1842 gmin Regionu Centralnego Saint-Satur plasuje się na 217. miejscu pod względem liczby ludności, natomiast pod względem powierzchni na miejscu 1248.).